# Википедија на португалском језику
Википедија на португалском језику (порт. Wikipédia em português) је издање Википедије на португалском језику, слободне енциклопедије, која данас има 1.147.203 чланака и заузима на листи Википедија 11. место.
Почела је као пета по реду у јуну 2001. године. Дана 13. априла 2007. је досегла праг од 250.000 чланака. 16. јуна 2007. је представљала осму највећу Википедију са преко 270.000 чланака.